# Gyrineum pusillum
Gyrineum pusillum is een slakkensoort uit de familie van de Cymatiidae. De wetenschappelijke naam van de soort werd voor het eerst geldig gepubliceerd in 1833 door Broderip als Ranella pusilla.